# Zeitschrift für Naturforschung A
A Journal of Physical Sciences
A Journal of Physical Sciences: Zeitschrift für Naturforschung A (ZNA), abrégé en Z. Naturforsch. A, est une revue scientifique à comité de lecture qui publie des articles dans tous les domaines des sciences physiques.
Zeitschrift für Naturforschung est créé en 1946 sous la forme d'un seul volume. De 1947 à 1972 deux séries sont publiées et à partir de 1973 une troisième série y est ajoutée:
- Zeitschrift für Naturforschung A - A Journal of Physical Sciences
- Zeitschrift für Naturforschung B - A Journal of Chemical Sciences  (ISSN 0932-0776)
- Zeitschrift für Naturforschung C - A Journal of Biosciences  (ISSN 0939-5075)

L'actuel directeur de publication est Martin Holthaus de l'université de Oldenburg.